# Gerhard J. Bellinger

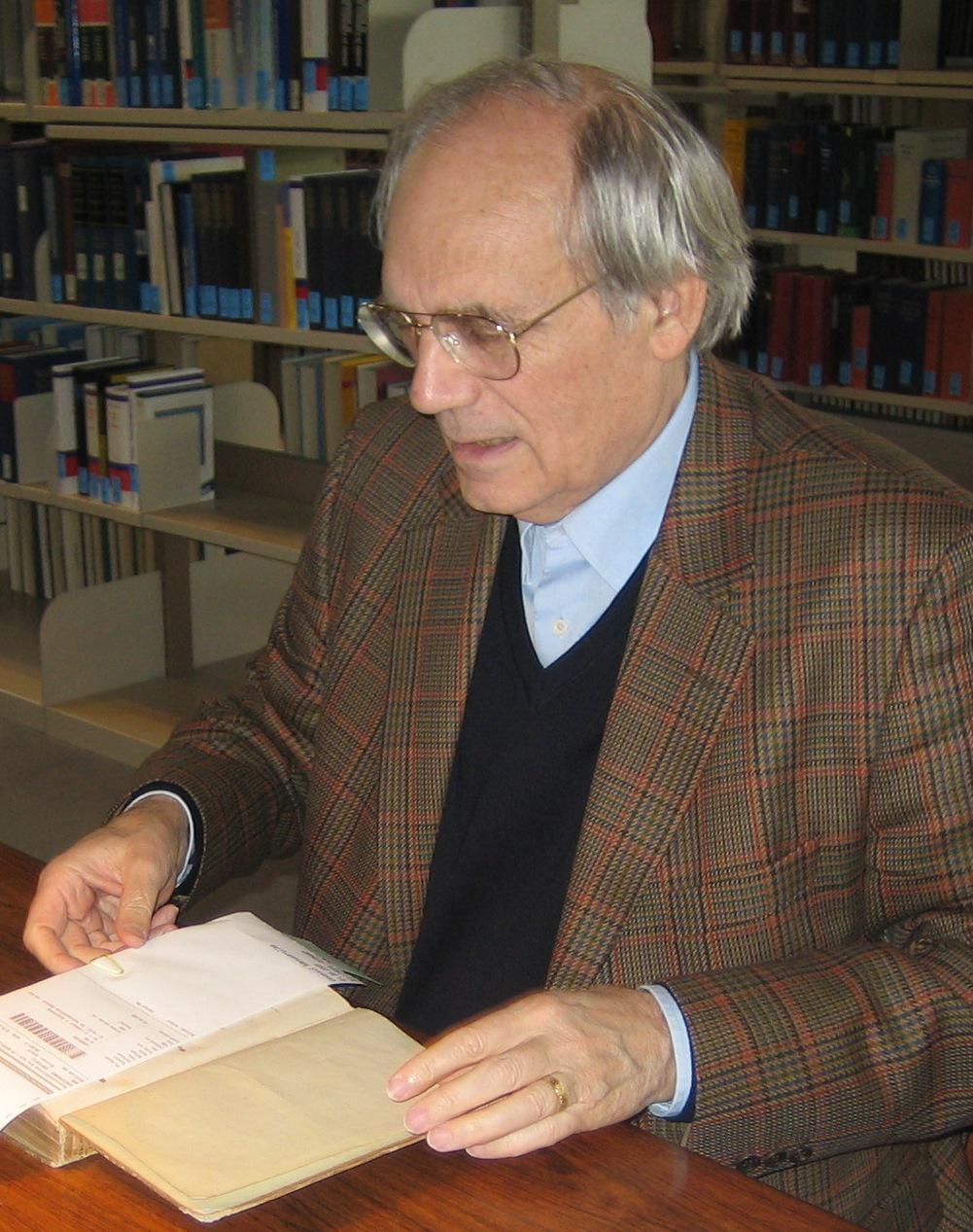
Gerhard J. Bellinger (2009)

Gerhard J. Bellinger (* 11. März 1931 in Bochum; † 20. Juni 2020 in Bonn) war ein deutscher katholischer Theologe. Er war Professor für Neutestamentliche Theologie, Kirchen- und Religionsgeschichte an der Technischen Universität Dortmund.

## Leben
Gerhard Josef Bellinger war das jüngste von drei Kindern aus der Ehe des Maurers und Hochofenbauers Bernhard Josef Bellinger (1900–1970) mit Maria Auguste geb. Rittmann (1906–1980). Er wuchs in Bochum auf und besuchte bis zur Zerstörung 1943 das Bochumer Gymnasium. Von 1943 bis 1946 war er Schüler der Oberschule in Heiligenstadt im Eichsfeld, wo er auch Ministrant in der Klosterkirche der Redemptoristen war. Die Ordensbrüder stellten ihm 1946, nach der Besetzung durch die Rote Armee, den Kontakt in das Ordensinternat Collegium Josephinum Bonn her, wo er 1952 sein Abitur ablegen konnte. Während seiner Internatszeit erlebte er die Gründung der Bundesrepublik Deutschland in Bonn.
Bellinger studierte Philosophie, Katholische Theologie und Geschichte an der Philosophisch-Theologischen Akademie Paderborn (1952–1956) und an der Ludwig-Maximilians-Universität München (1954–1955), hier u. a. bei Michael Schmaus (Dogmatik), Romano Guardini (Christliche Weltanschauung und Religionsphilosophie), bei Helmut Kuhn (Amerikanische Kulturgeschichte und Philosophie), bei Hermann Krings (Philosophie) und bei Franz Schnabel (Geschichte).
Von 1958 bis 1961 war er Religionslehrer in Gelsenkirchen. Mit der Absicht, in Katholischer Theologie zu promovieren, setzte Bellinger ab 1961 seine Studien an der Westfälischen Wilhelms-Universität Münster fort. Hier waren seine Lehrer u. a. Joseph Ratzinger (Dogmatik und Dogmengeschichte), Walter Kasper (Dogmatik), Johann Baptist Metz (Fundamentaltheologie) wie vor allem Theodor Filthaut (Pastoraltheologie), der ihn auf den Catechismus Romanus als Thema einer Dissertation hinwies und dann auch sein Doktorvater wurde. Nach seiner Promotion 1966 in Münster zum Dr. theol. wurde Bellinger zum Wissenschaftlichen Assistenten an der Pädagogischen Hochschule in Münster ernannt.
Im Jahr 1970 wurde Bellinger zum ordentlichen Professor für Katholische Theologie und ihre Didaktik an der Pädagogischen Hochschule Hagen berufen. 1976 wechselte er an die Pädagogische Hochschule Dortmund. Von 1977 bis 1979 war Bellinger Dekan des Fachbereichs IV Katholische und Evangelische Theologie. Ab 1980 lehrte er an der Universität Dortmund als ordentlicher Universitätsprofessor Katholische Theologie und ihre Didaktik mit dem Schwerpunkt Neutestamentliche Theologie, Kirchen- und Religionsgeschichte.
Als Hochschullehrer bereitete er in seinen Vorlesungen und Seminaren während dreier Jahrzehnte Generationen von Studierenden für das Lehramt im Unterrichtsfach Religionslehre vor. Nach ihm ist die „Prof. Dr. Bellinger-Stiftung“ in der Treuhandschaft der SOS-Kinderdorf-Stiftung benannt, die alle Bewohner des SOS-Kinderdorfes in ihrer Bildung und Ausbildung unterstützt. Aus Anlass der Emeritierung im Jahr 1996 erhielt Bellinger von seinen Kollegen und Freunden eine Festschrift.
Als 85-jähriger emeritierter Universitätsprofessor hat Bellinger 2017 seine Autobiografie unter dem Titel: „Wer einem Stern folgt kehrt nicht um“ veröffentlicht.
Gerhard J. Bellinger war seit 1955 Mitglied der katholischen Studentenverbindung KStV Teutoburg Paderborn im KV.

## Lehre und Forschung
Neben seiner Lehrtätigkeit an der Universität verfasste Bellinger bedeutende Fachbücher, die in dreizehn Sprachen übersetzt wurden.
Im Bereich der Neutestamentlichen Theologie, die den Hauptanteil seiner Themen in Vorlesungen und Seminaren darstellte, liegt der in drei Sprachen übersetzte Bibelführer vor, an dem er wesentlich mitgearbeitet hat. Im Jahr 2009 erschien als Zusammenfassung seiner Vorlesungen zur Theologie des Neuen Testaments sein Werk Jesus: Leben – Wirken – Schicksal.
Auf dem Gebiet der Kirchengeschichte lag sein Forschungsschwerpunkt in der Geschichte der konfessionellen Katechismen, wobei er in Weiterführung seiner Dissertation die „Bibliographie des Catechismus Romanus“ verfasst und auch das erste als „Katechismus“ betitelte Handbuch der katechetischen Unterweisung, nämlich den „Cathecismo Pequeno“ des Diogo Ortiz de Vilhegas, der bereits im Jahr 1504 in Lissabon erschien, untersucht hat.
In seinem Forschungsschwerpunkt Religionsgeschichte hat Bellinger sich mit den Religionen der Menschheit und den Mythen der Völker intensiv beschäftigt. Seine Forschungsergebnisse liegen im mehrfach aufgelegten und in fünf Sprachen übersetzten „Religionsführer“ sowie im ebenfalls vielfach gedruckten und in vier Sprachen übersetzten „Lexikon der Mythologie“ vor. Einen Beitrag zur Sexualethik der Religionen bildet sein umfassendes Werk „Sexualität in den Religionen der Welt“. Ferner verfasste er aus seinem Fachgebiet zahlreiche Beiträge für den Hörfunk, das Fernsehen und die Presse.
Der wissenschaftliche Vorlass von Prof. Dr. theol. Gerhard J. Bellinger befindet sich erschlossen im Universitätsarchiv Dortmund.

## Schriften
- Der Catechismus Romanus und die Reformation. Die katechetische Antwort des Trienter Konzils auf die Haupt-Katechismen der Reformatoren. Paderborn 1970; Nachdruck: Olms, Hildesheim/Zürich/New York 1987, ISBN 3-487-07849-X (Dissertation, Universität Münster, 1966).
- Bibliographie des Catechismus Romanus Ex Decreto Concilii Tridentini ad Parochos (1566–1978) (= Bibliotheca bibliographica Aureliana. Band 87). Koerner, Baden-Baden 1983, ISBN 3-87320-087-2.
- Knaurs Großer Bibelführer. Droemer Knaur, München 1985, ISBN 3-426-26220-7.
- Knaurs Großer Religionsführer. 670 Religionen, Kirchen und Kulte. Droemer Knaur, München 1986, ISBN 3-426-26221-5.
- Knaurs Lexikon der Mythologie. Knaur, München 1989; Neuausgabe als: Lexikon der Mythologie: über 3000 Stichwörter zu den Mythen aller Völker. Nikol, Hamburg 2012, ISBN 978-3-86820-138-3.
- Im Himmel wie auf Erden. Sexualität in den Religionen der Welt. Droemer Knaur, München 1993, ISBN 3-426-26502-8.
- Der erste Cathecismo von 1504 und sein Verfasser Diogo Ortiz des Vilhegas. In: Communio et sacramentum. Pamplona 2003, ISBN 84-8081-011-4, S. 201–219.
- Jesus: Leben – Wirken – Schicksal. Books on Demand, Norderstedt 2009, ISBN 978-3-8370-3964-1; E-Book 2012, ISBN 978-3-8448-8981-9.
- mit Brigitte Regler-Bellinger: Schwabings Ainmillerstrasse und ihre bedeutendsten Anwohner. Ein repräsentatives Beispiel der Münchner Stadtgeschichte von 1888 bis heute. Books on Demand, Norderstedt 2003, ISBN 3-8330-0747-8; 2. Auflage 2012, ISBN 978-3-8482-2883-6; E-Book 2013, ISBN 978-3-8482-6264-9.
- 40 Jahre Augustinum Bonn. Geschichte und Gegenwart. Norderstedt 2014, ISBN 978-3-7357-9374-4; E-Book 2014, ISBN 978-3-7357-3233-0.
- Die Lebensgeschichte des Augustinus (354–430). Bezeugt in seinen Confessiones und abgebildet im Freskenzyklus des Benozzo Gozzoli. Norderstedt 2014, ISBN 978-3-7347-3481-6; E-Book 2014, ISBN 978-3-7386-8708-8.
- Wer einem Stern folgt kehrt nicht um. Eine Bildbiografie. Norderstedt 2017, ISBN 978-3-7431-9564-6.
- über 800 Stichwortartikel für allgemeine Nachschlagewerke und Fachlexika sowie zahlreiche Aufsätze in fachwissenschaftlichen Sammelwerken, Handbüchern und Zeitschriften